# Estadio ciudad de Lankaran
El Estadio ciudad de Lankaran originalmente llamado Estadio central de Lankaran es un estadio de fútbol situado en la ciudad de Lankaran, Azerbaiyán. El recinto posee una capacidad para 15,000 personas y es utilizado por el club FK Khazar Lankaran de la Liga Premier de Azerbaiyán.
El Estadio Central de Lankaran fue inaugurado oficialmente el 11 de agosto de 2006. El estadio fue construido con recursos financieros del grupo de empresas "Palmaly", propiedad de Mubariz Mansimov. En costo de la construcción se estimó en más de 15 millones de dólares estadounidenses. En la ceremonia inaugural participaron el presidente de la República de Azerbaiyán, Ilham Alíyev, y el presidente honorario del club, Mubariz Mansimov . El mismo día "Khazar Lankaran" disputó su primer partido oficial en su estadio, en el marco del campeonato de Azerbaiyán, el cuadro local se enfrentó a su archirrival "Nefchi Baku", derrotándolo por 2:1.
El 17 de julio de 2009, la UEFA aprobó el estadio para la realización de partidos internacionales de fútbol. El estadio acogió su primer partido internacional absoluto el 5 de septiembre de 2009, entre las selecciones de Azerbaiyán y Finlandia, en que Azerbaiyán cayó derrotado por 1-2.
El estadio fue una de las cinco sedes de la Copa Mundial Femenina Sub-17 de la FIFA 2012, el recinto albergó tres partidos de fase de grupos del torneo.